# Il vescovo morto
Il vescovo morto (Dead Bishop) è uno sketch del Monty Python's Flying Circus trasmesso nel terzo episodio della terza serie e nel film Monty Python Live at the Hollywood Bowl,

## Lo sketch
Lo sketch inizia con una coppia di coniugi (Eric Idle e Terry Jones) che spengono la radio e decidono di mangiare del pesce palla in scatola, il quale è seguito da una "fetta di crostata di fragole senza ripieno di ratti" per dessert. Entra il loro figlio (Graham Chapman) e dice che c'è un vescovo morto sul pavimento dell'ingresso. Dopo una piccola discussione su come abbia fatto a morire il vescovo, chiamano la "Polizia Ecclesiastica" (capitanata da Michael Palin), che arriva esattamente due secondi dopo e implorano a Dio di "dire chi ha ucciso il vescovo". Un enorme dito (animazione di Terry Gilliam) accompagnato dal suono di un organo indica il marito e quest'ultimo dice "Va bene, è un giusto poliziotto, ma la colpa è della società". Infine tutti escono cantando And did those feet in ancient time.

## Monty Python Live at the Hollywood Bowl
Lo sketch ha avuto molti problemi a essere recitato nel film a causa di alcuni problemi tecnici (un microfono non funzionava bene) e si poteva notare che alcuni attori non riuscivano a trattenere le risate. In una parte dello sketch, Jones per sbaglio perse la sua parrucca e il dito di Dio, per sbaglio, non indicò Idle, ma un altro attore.